# 整合膜蛋白

整合膜蛋白（Integral membrane protein，縮寫：IMP）是一種永久附著在生物膜上的膜蛋白。所有跨膜蛋白都是IMP，但並非所有IMP都是跨膜蛋白。IMPs占生物體基因組中編碼的蛋白質的很大一部分。穿過膜的蛋白質被環狀脂質包圍，環狀脂質被定義為與膜蛋白質直接接觸的脂質。只能使用去污劑，非極性溶劑或有時使用變性劑將此類蛋白質與膜分離。